# Eagle Eye
Eagle Eye är en amerikansk film från 2008 i regi av D.J. Caruso. I huvudrollerna ses Shia LaBeouf och Michelle Monaghan. 

## Handling
Jerry Shaw (Shia LaBeouf) och Rachel Holloman (Michelle Monaghan) blir sammanförda under chockartade former. De känner inte varandra, men genom mystiska telefonsamtal från en kvinna de aldrig träffat, tvingas de utföra en rad uppdrag mot sin vilja. Och de kan inte komma undan - genom all den tekniska utrustning som finns i vår vardag, kan den mystiska kvinnan övervaka Jerry och Rachel dygnet runt och kontrollera deras handlingar.

## Rollista
- Shia LaBeouf - Jerry Shaw/Ethan Shaw
- Michelle Monaghan - Rachel Holloman
- Billy Bob Thornton - Thomas Morgan, FBI-agent
- Rosario Dawson - Zoe Perez, OSI-agent
- Michael Chiklis - George Callister, USA:s försvarsminister
- Ethan Embry - Toby Grant
- Anthony Mackie - Major William Bowman
- Cameron Boyce - Sam Holloman
- Julianne Moore - rösten till Ariia